# آنژیوپلاستی

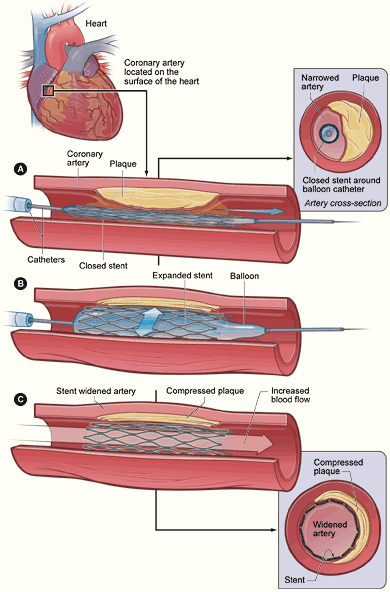
آنژیوپلاستی بکمک بالن و استنت

رگ‌بازسازی یا رگ‌سازی یا آنژیوپلاستی (به انگلیسی: Angioplasty) شیوه‌ای درمانی برای رفع تنگی رگ‌های خونی است. از این عمل اغلب در آنژین صدری و برای رفع گرفتگی سرخ‌رگ کُرنری قلب استفاده می‌شود، ولی در مورد سایر سرخرگها نیز ممکن است.

## روش کار

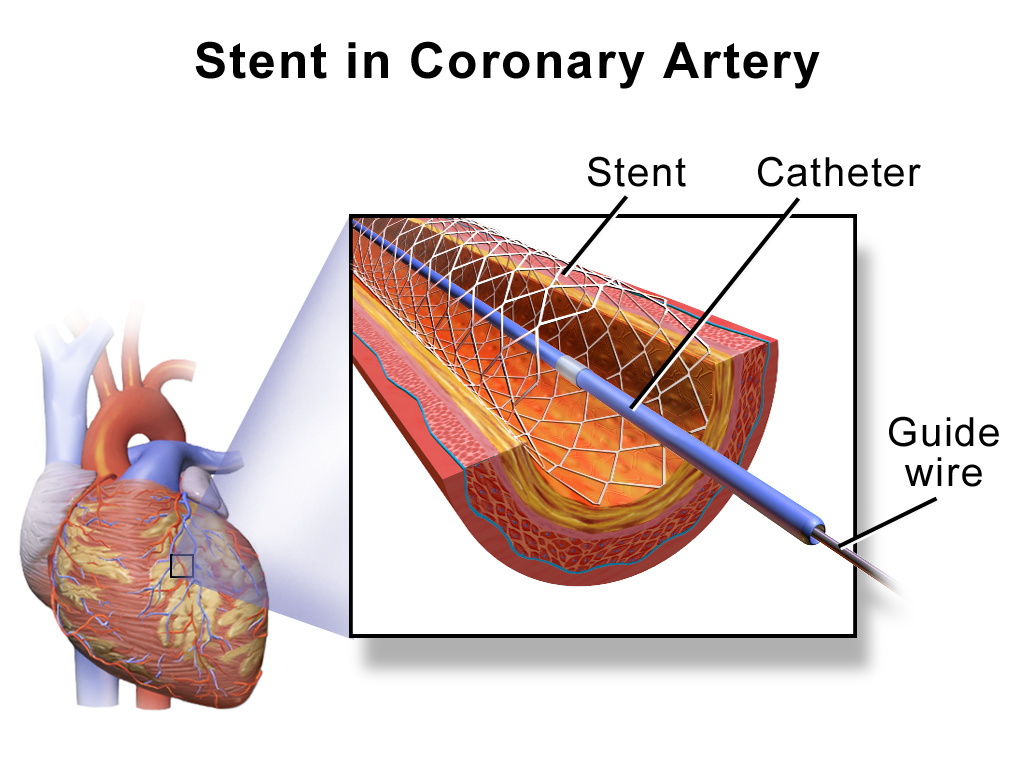
مدل آنژیوپلاستی سرخ‌رگ کُرنری قلب

آنژیوپلاستی معمولاً به دنبال رگ‌نگاری (آنژیوگرافی) و تشخیص قطعی رگ‌های مسدود شده انجام می‌گیرد. طی آن نواحی باریک شدهٔ مجرای رگ به کمک باد کردن یک بالن کوچک مخصوص در داخل رگ، یا از بین بردن انسداد به کمک لیزر باز می‌شوند.
در سال‌های اخیر بالن را گاهی تواماً با یک وسیله کوچک فلزی به نام استنت (stent) به کار می‌برند تا مانع از عود سریع انسداد رگ شود. استنت نوعی لوله کوچک مشبک و تور مانند است که در داخل رگ جایگزین می‌شود و آن را باز نگه می‌دارد.
۱-استنت‌ها وسیله‌های دائمی هستند و در رگ باقی مانده و خارج نمی‌شوند.
۲-در ۶ ماه اول پس از تعبیه استنت انجام MRI ممنوع است (به علت تلاش میدان مغناطیسی دستگاه MRI برای جذب فلز). در مواردی که نیاز به انجام MRI به صورت اورژانس در ۶ ماه پس از آنژیوپلاستی باشد حتماً با پزشک قلب خود مشورت کنید.
۳-وجود استنت قلبی باعث به صدا درآوردن زنگ خطرهای موجود در ایستگاه‌های بازرسی فرودگاه نمی‌شود.

## انواع روش‌های آنژیوپلاستی

### آنژیوپلاستی قلب
عملی است که در آن یک متخصص قلب و عروق یا جراح برای رفع انسداد یک یا چندین شریان تأمین کننده خون عضله قلب از آنژیوپلاستی استفاده می‌کند. بیمارانی که به آنژیوپلاستی قلب احتیاج دارند؛ ممکن است دارای علائمی مانند درد و ناراحتی در قفسه سینه یا تنگی نفس باشند.

### آنژیوپلاستی محیطی
به عمل رفع انسداد عروق در اندام‌های انتهایی، یعنی بازوها و پاها گفته می‌شود. بیمارانی که به آنژیوپلاستی محیطی احتیاج دارند، ممکن است علائمی مانند درد، گرفتگی عضلات، خستگی، سوزن سوزن شدن، تغییر رنگ پوست یا بی‌حسی در دست‌ها و پاها را تجربه کنند.

## کاربرد در عروق کرونری
درمان کاهش خونرسانی سرخرگ‌های قلب هم‌اکنون به دو روش صورت می‌پذیرد: «روش مداخله‌ای ماورای پوستی کرونری» (PCI) که توسط پزشکان قلب صورت پذیرفته و در جامعه به عنوان «بالون زدن و فنر» شناخته شده است و روش عمل جراحی باز خونرسانی که به عمل بای پس (دور زننده) مشهور است.
در این روش رگ مسدودشده توسط بادکنکی به نام بالون که در نوک کاتتر داخل عروقی قرار دارد، متسع و چند ثانیه در این حالت نگه داشته می‌شود تا رگ باز شود؛ گاهی نیز برای جلوگیری از انسداد مجدد رگ وسیله فنرمانندی به نام استنت داخل رگ مسدود قرار داده می‌شود.

## عوارض احتمالی آنژیوپلاستی عروق کرونری
- تنگ شدن مجدد شریان بعد از بالون زدن قلب
- ایجاد لخته‌های خونی پس از بالون زدن قلب
- خون ریزی بعد از بالون قلب
- آسیب شریان کرونر
- سکته قلبی
- سکته مغزی
- ضربان تند قلب

## تفاوت آنژیوگرافی با آنژیوپلاستی چیست؟
در آنژیوگرافی از طریق یک شریان که ممکن است کشاله ران (فمورال) یا آنژیوگرافی از راه دست باشد، یک لوله تو خالی به داخل رگ اصلی تغذیه‌کننده بدن (آئورت) وارد شده و در ابتدای عروق تغذیه‌کننده قلب (کرونر) قرار می‌گیرد.
حال از داخل این کاتتر ماده حاجب در ابتدای رگ قلب تزریق شده و این ماده با ورود به داخل رگ قلب توسط اشعهٔ ایکس ردیابی و تصویربرداری خواهد شد. پس از انجام آنژیوگرافی کاتتر تعبیه‌شده از کشاله ران یا مچ دست خارج می‌شود.
اگر آنژیوگرافی از طریق کشاله ران انجام شود برای جلوگیری از خونریزی حدود ۳ ساعت یک یا دو کیسه شن روی محل قرار داده می‌شود، بیمار برای ۶ ساعت اجازه حرکت ندارد، اما در آنژیوگرافی از طریق دست بیمار بلافاصله اجازه پیدا می‌کند که راه رفته و محدودیت حرکت نداشته و نیازمند کیسهٔ شن نیز نمی‌باشد.
در آنژیوپلاستی همان روش آنژیوگرافی برای رساندن لوله تو خالی به ابتدای شریان تغذیه‌کننده قلب (کرونر) استفاده می‌شود. سپس یک سیم بسیار نازک وارد عروق قلب دچار تنگی شده و داخل رگ ثابت می‌شود.
برای باز کردن رگ دچار تنگی یا انسداد یا حاوی لخته ابزارهای گوناگونی مانند ترومبوساکشن، بالون و استنت از روی این سیم نازک وارد عروق قلبی می‌شود و کار بیرون کشیدن لختهٔ تازه یا بازکردن رگ دچار انسداد از این طریق انجام می‌گیرد.
زمان مورد نیاز برای آنژیوگرافی به‌طور متوسط حدود ۳–۲ دقیقه است ولی در آنژیوپلاستی به‌طور متوسط ۳۰–۱۵ دقیقه زمان لازم می‌باشد. اغلب بیماران پس از انجام آنژیوگرافی از طریق شریان دست پس از گذشت ۶–۵ ساعت در صورت نرمال بودن رگ مرخص می‌شوند ولی بیمارانی که تحت بازکردن عروق قلب (آنژیوپلاستی) قرار می‌گیرند دست‌کم یک شب را در بخش مراقبت‌های قلبی (سی‌سی‌یو) سپری می‌نمایند.